# 樂翠亭美術館
樂翠亭美術館（らくすいていびじゅつかん）は、富山県富山市奥田新町に所在する陶芸、工芸を中心とした現代美術の美術館。富山県博物館協会会員。

## 概要
富山県の企業アイザックが運営する私設の美術館で、広さ3,797.5 m2（約1,149坪）の敷地に、第2次世界大戦後に建てられた日本家屋と洋風家屋の邸宅を美術館としている。
美術館は、1950年（昭和25年）以降に建てられた日本家屋、2階建ての洋風家屋、蔵等、建物面積763 m2（約231坪）と、回遊式日本庭園で構成された富山市を代表する昭和初期の趣のある建物で、2000年代初頭に取り壊しの危機にあったが、2004年（平成16年）に石崎産業（現 アイザック）が買い取り修繕しゲストハウスとして利用、その後2011年（平成23年）5月22日に、富山駅駅北地区の賑わい創生を願い、同社が建物の一部を改修し美術館として開館することとなった。
美術館の名称由来は、美術館の庭園内に建つ東屋に、以前この場所を訪れた京都西本願寺の光照門主（勝如上人）が、「樂翠亭」と名付けたものを美術館の名称として用いている。なお樂翠とは緑を楽しむという意味がある。
ロゴマークなどは、アートディレクター、グラフィックデザイナーである佐藤可士和によるデザインである。
建物が老朽化したため、2023年（令和5年）11月以降休館している。その後、マリモが2024年（令和6年）5月31日付で敷地面積約3,800 m2のうち約2,000 m2を取得した。美術館の建物は既に解体されており、今後はマリモにより分譲マンションを建設されるため、アイザックは美術館を富山市内の別の場所へ移転させる可能性を含め、新美術館の建設地を検討している。名称の「樂翠亭」も引き継ぐが、新美術館の開館時期は未定。

## 展示室・施設
- 1階 - 受付、ミュージアムショップ、テラス、無料駐車場（10台）

展示室 1と檜風呂
2間続きの和室（座敷）で手前の部屋は漆の天井と赤い壁が特徴。両部屋間上部には四君子を題材にした欄間がある。縁側は畳縁側で、縁側の奥にはゲストハウス時代に増築された檜風呂があり、湯舟につかりながら日本庭園を愛でることができるようになっている。
展示室 2
2間続きの和室（本座敷）で、この2間と館内茶室「碧庵」とを繋ぐ中庭回廊の天井は、現在では手に入れにくい屋久杉の一枚板を数多く用いている。また庭園に面した縁側の床板は欅の一枚板を、中庭回廊の床板は肥松を用いた脂松廊下となっている。両部屋間上部の欄間は、井波彫刻師2代目南部白雲作の日本三景を立体的に掘り込んだ欄間である。
館内茶室「碧庵（へきあん）」
元々あった茶室だが茶室名は、2013年（平成25年）9月より開催された「現代の工芸、今-いつつの言葉-」展で、出品した5名の作家達によって命名されたものである。床柱は貴重な太く長い南天の木である。
展示室 3
1953年（昭和28年）に増築された。欅の堀テーブルがある。
展示室 4
1953年（昭和28年）に増築された。ふすま2枚の表裏に1文字ずつ平仮名で、ら・く・す・い、の文字が描かれている。くの字は苦しむを想像することからひっくり返っている。
展示室 蔵 - 39m2、天井高5.6m
もともとは2層構造（2階建）であったが、1階天井を抜き1層にしている。壁内部の塗装は、着物地の染料が使用されている。
日本庭園
光照門主（勝如上人）が「樂翠亭」と名付けた東屋、鯉が泳ぐ池などがある回遊式日本庭園で、各展示室（部屋）から愛でることができるほか、自由に散策できる。
- 2階

特別展示室 - 63.3m2
2015年（平成27年）12月19日より開設。当館の所蔵品を中心に展示している。当初はギャラリー&カフェ「Rakusui」であった。

## 開館時間および休館日
開館時間
- 午前10時から午後5時（入館は午後4時30分まで）

休館日
- 水曜日（祝日の場合は翌日）、年末年始（臨時休館の場合あり）

## 観覧料
- 展覧会（企画展）により変動する。

## 交通アクセス
- JR西日本・あいの風とやま鉄道 富山駅北口より 徒歩約10分
- 富山地方鉄道富山港線 インテック本社前停留場下車 徒歩約5分
- 市内周遊ぐるっとBUS北西回りルート（毎日6便） 樂翠亭美術館バス亭下車 すぐ

樂翠亭美術館を含む、富山市市街地の美術館・博物館・観光施設を巡る周遊バス。
- 北陸自動車道 富山ICより車で 約20分